# Dobloug-Preis
Der Doblougpreis (norwegisch: Doblougprisen; schwedisch: Doblougska priset) ist eine Auszeichnung der Schwedischen Akademie für Schöne Literatur und Literaturwissenschaft. Der nach dem norwegischen Philanthropen Birger Dobloug benannte Preis wurde von ihm 1944 testamentarisch gestiftet und wird seit 1951 jährlich am 17. Mai jeweils an Schweden und Norweger vergeben. Der mit derzeit (2022) jeweils 200.000 Schwedischen Kronen dotierte Preis wurde ursprünglich jeweils an je eine Person und wird seit 1985 immer an jeweils zwei Schweden und Norweger vergeben. Unter den bisherigen Preisträgern finden sich unter anderem Herman Wildenvey, Paal Brekke, Lars Gyllensten, Paal-Helge Haugen, Kåre Holt, Rolf Jacobsen, Sven Lindqvist, Hans Herbjørnsrud, Bjørg Vik oder Bertil Malmberg.

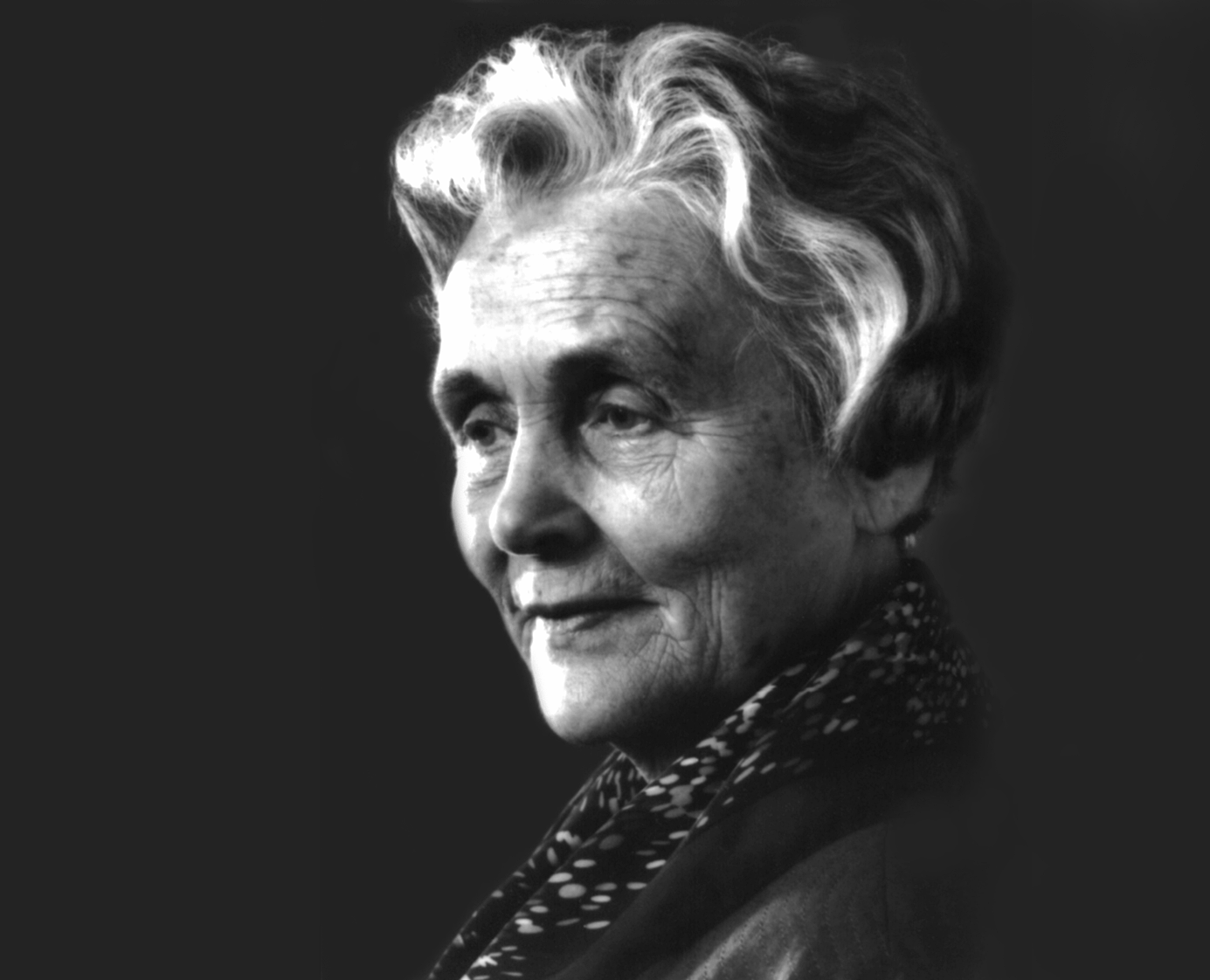
Halldis Moren Vesaas, Gewinnerin 1960

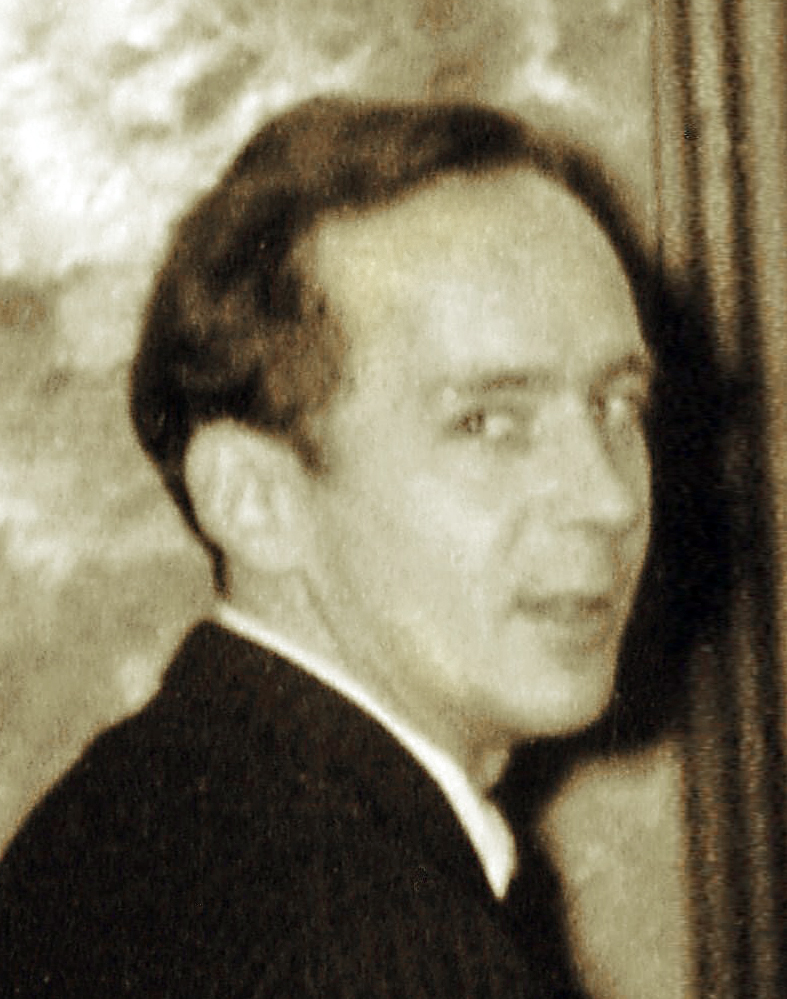
Lars Gyllensten,
Gewinner 1964

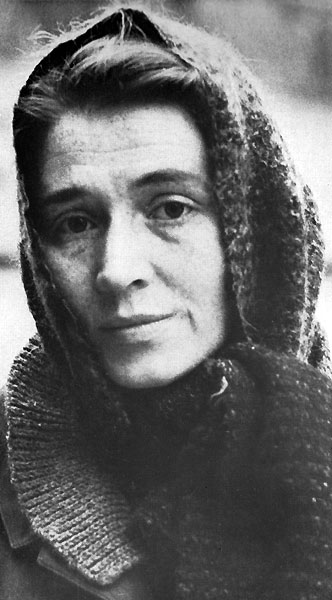
Birgitta Trotzig,
Gewinnerin 1970

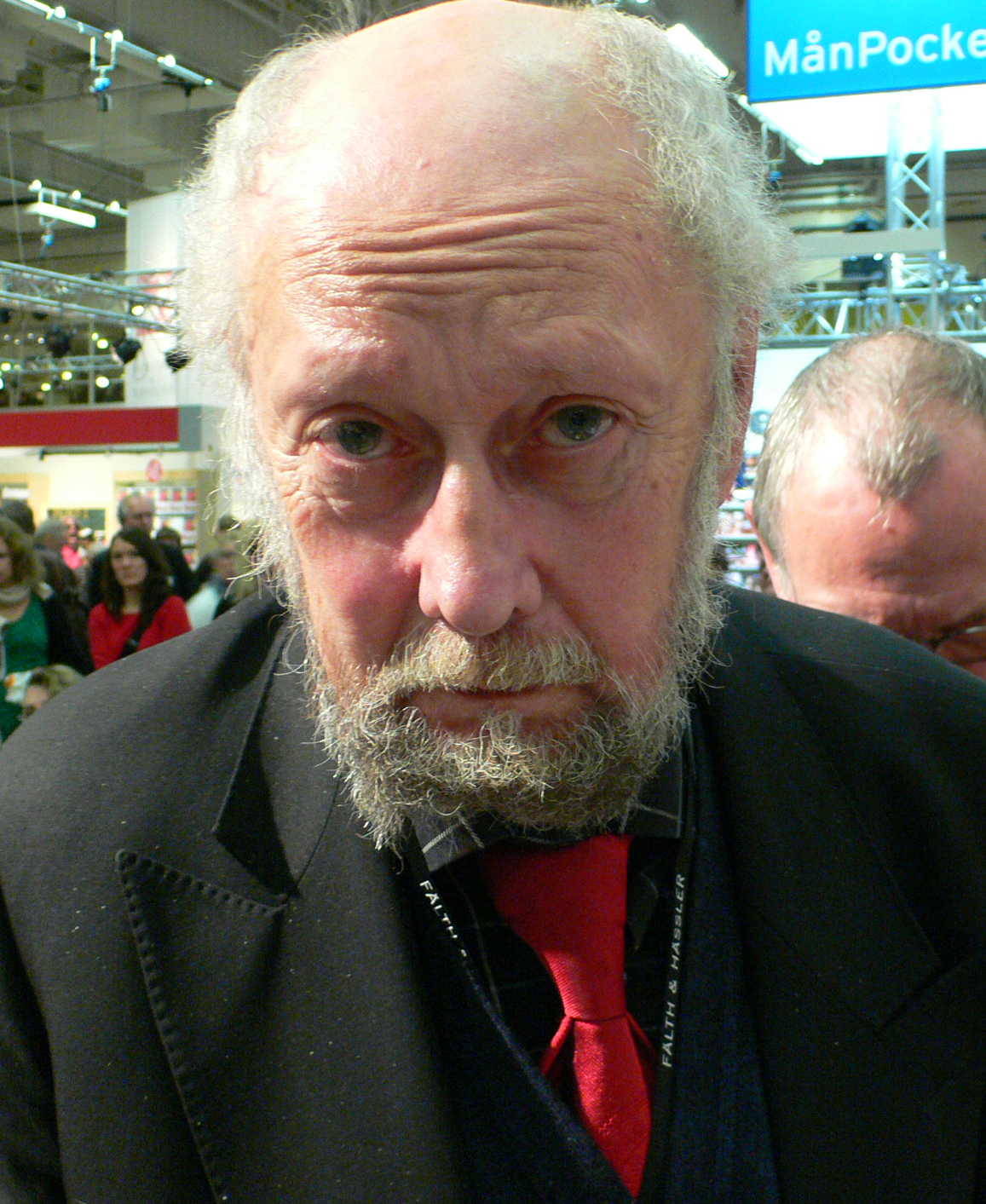
Torgny Lindgren, Gewinner 1987

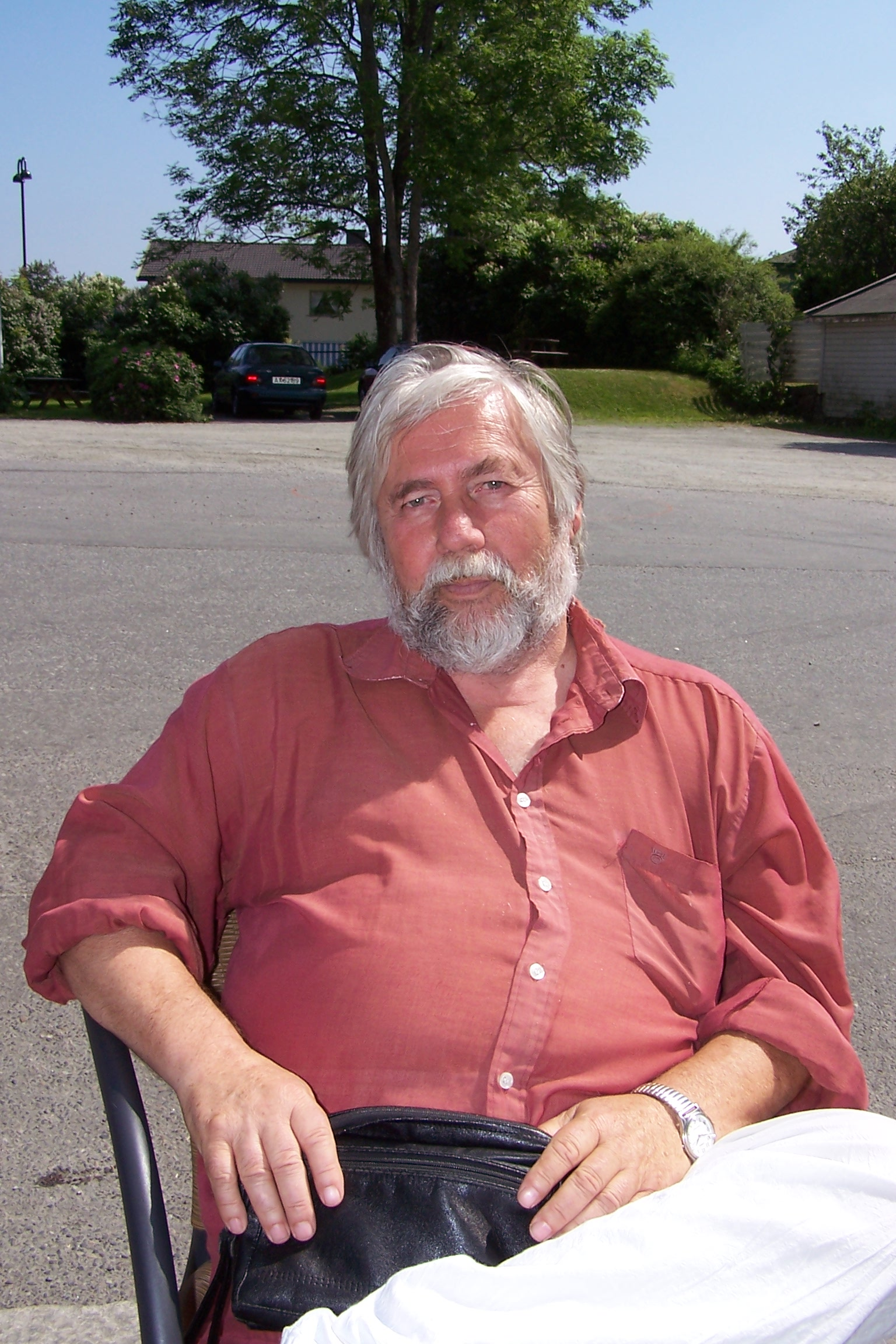
Tor Åge Bringsværd, Gewinner 1994

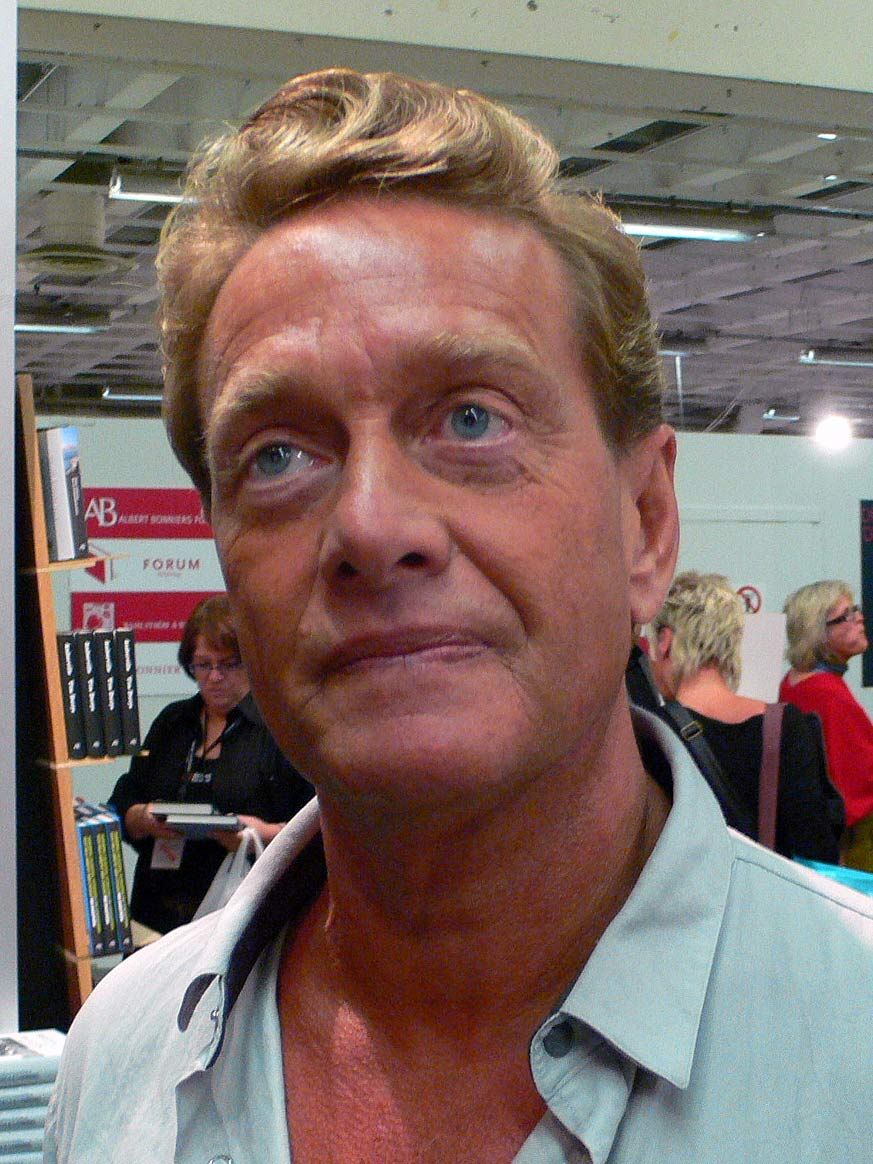
Björn Ranelid,
Gewinner 2004

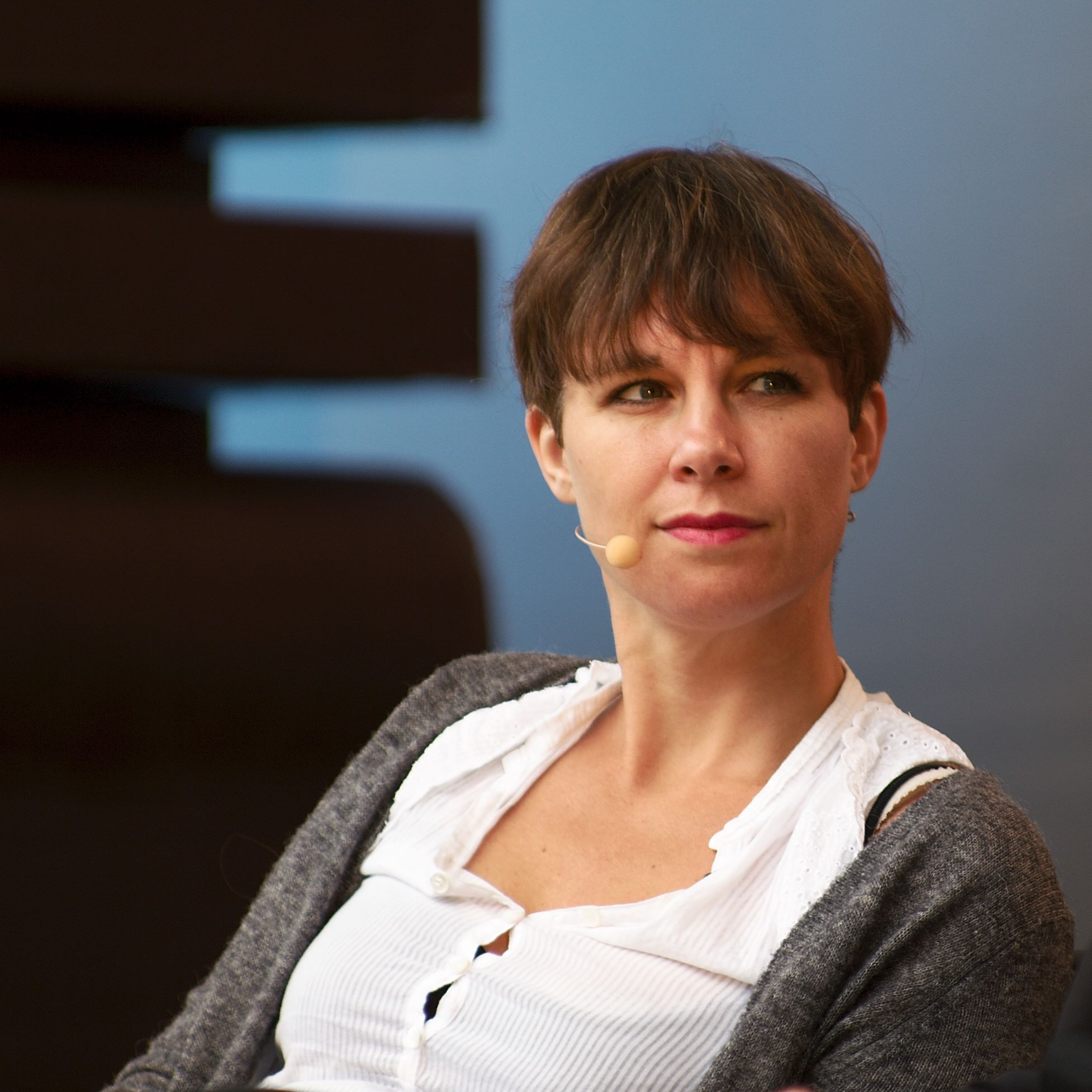
Sara Stridsberg, Gewinnerin 2013

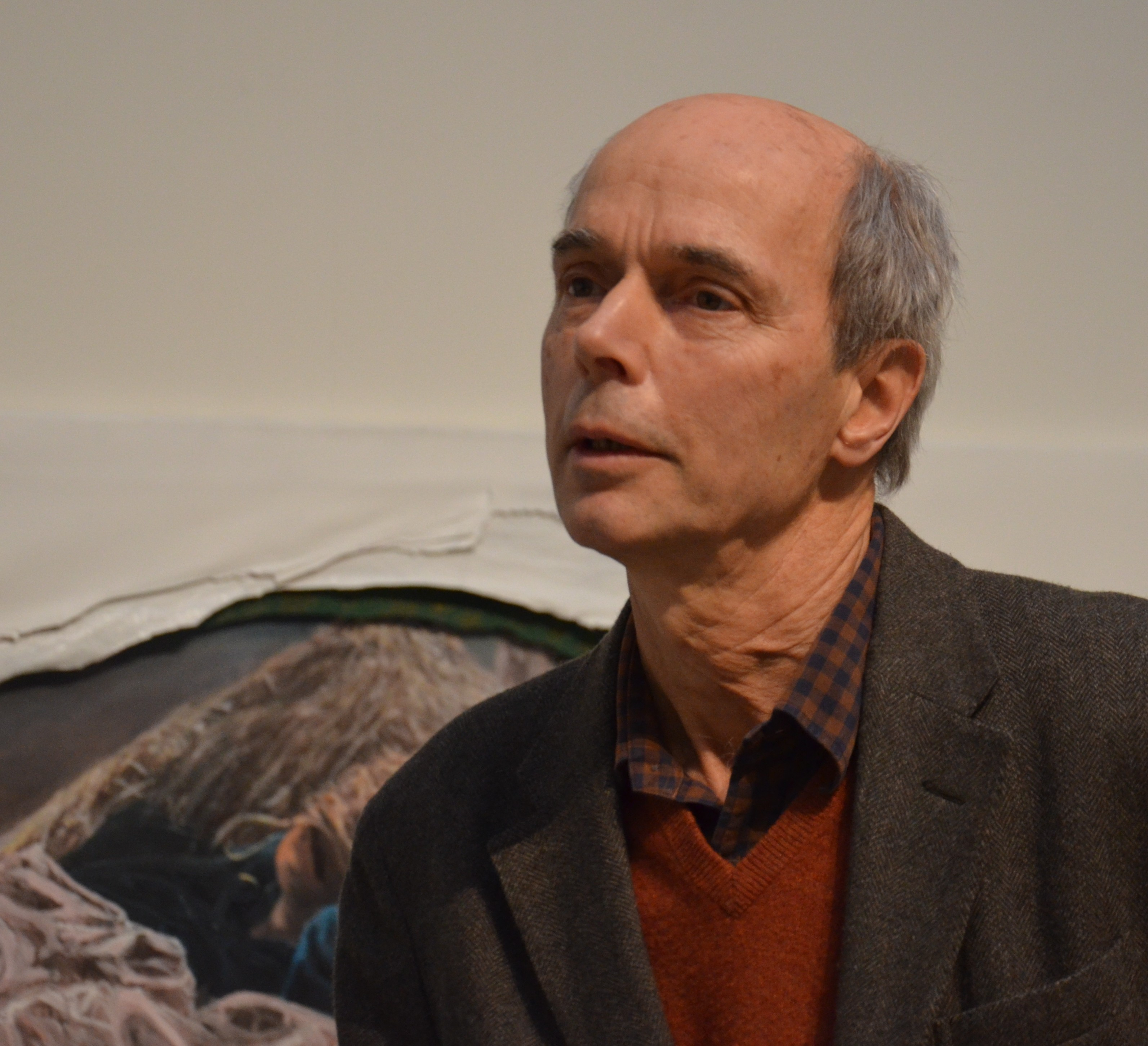
Peter Cornell,
Gewinner 2015

## Preisträger
| Jahr | Schwedische Preisträger               | Norwegische Preisträger                         |
| 1951 | Eyvind Johnson                        | Arnulf Øverland                                 |
| 1952 | Sten Selander                         | Tore Ørjasæter                                  |
| 1953 | Ivar Lo-Johansson                     | Gunnar Reiss-Andersen                           |
| 1954 | Harry Martinson                       | Inge Krokann                                    |
| 1955 | Karl Asplund, Sven Barthel            | Herman Wildenwey                                |
| 1956 | Bertil Malmberg                       | Emil Boyson                                     |
| 1957 | Hans Ruin                             | Tarjei Vesaas                                   |
| 1958 | Artur Lundkvist                       | Johan Falkberget                                |
| 1959 | Gustav Hedenvind-Eriksson             | Aksel Sandemose                                 |
| 1960 | Eyvind Johnson                        | Halldis Moren Vesaas                            |
| 1961 | Sara Lidman                           | Alf Larsen                                      |
| 1962 | Irja Browallius                       | Inger Hagerup                                   |
| 1963 | Lars Ahlin                            | Jan-Magnus Bruheim                              |
| 1964 | Lars Gyllensten                       | Torborg Nedreaas                                |
| 1965 | Fritiof Nilsson Piraten               | Johan Borgen                                    |
| 1966 | Tage Aurell                           | Jakob Sande                                     |
| 1967 | Björn-Erik Höijer                     | Ragnvald Skrede                                 |
| 1968 | Jan Fridegård                         | Rolf Jacobsen                                   |
| 1969 | Sven Lindqvist                        | Olav H. Hauge                                   |
| 1970 | Birgitta Trotzig                      | Kåre Holt                                       |
| 1971 | Sivar Arnér                           | Stein Mehren                                    |
| 1972 | Erik Beckman                          | Hans Børli                                      |
| 1973 | Ivar Lo-Johansson                     | Øivind Bolstad                                  |
| 1974 | Per E. Rundquist                      | Jens Bjørneboe                                  |
| 1975 | Tora Dahl                             | Ragnhild Magerøy                                |
| 1976 | Sven Barthel                          | Sigbjørn Hølmebakk                              |
| 1977 | Margareta Ekström                     | Åsta Holth                                      |
| 1978 | Tore Zetterholm                       | Harald Sverdrup                                 |
| 1979 | Maria Gripe                           | Nils Johan Rud                                  |
| 1980 | Sven Fagerberg                        | Magnhild Haalke                                 |
| 1981 | Gunnar E. Sandgren                    | Paal Brekke                                     |
| 1982 | P.C. Jersild                          | Gunvor Hofmo                                    |
| 1983 | Sandro Key-Åberg                      | Marie Takvam                                    |
| 1984 | Sven Rosendahl                        | Astrid Hjertenæs Andersen                       |
| 1985 | Bengt Anderberg, Sara Lidman          | Arnljot Eggen, Bergljot Hobæk Haff              |
| 1986 | Lars Ardelius, Carl-Henning Wijkmark  | Finn Carling, Knut Hauge                        |
| 1987 | Carl-Göran Ekerwald, Torgny Lindgren  | Paal-Helge Haugen                               |
| 1988 | Per Olov Enquist, Göran Sonnevi       | Edvard Hoem, Jan Erik Vold                      |
| 1989 | Birger Norman                         | Eldrid Lunden, Åge Rønning                      |
| 1990 | Sigrid Combüchen, Georg Klein         | Johannes Heggland, Cecilie Løveid               |
| 1991 | Hans Granlid, Agneta Pleijel          | Torill Thorstad Hauger, Kjell Erik Vindtorn     |
| 1992 | Tobias Berggren, Göran Printz-Påhlson | Arnold Eidslott, Øystein Lønn                   |
| 1993 | Madeleine Gustafsson, Anna Westberg   | Lars Saabye Christensen, Kolbein Falkeid        |
| 1994 | Bertil Romberg, Eva Runefelt          | Inger Elisabeth Hansen, Tor Åge Bringsværd      |
| 1995 | Per Agne Erkelius, Rita Tornborg      | Kjell Askildsen, Tor Ulven                      |
| 1996 | Inger Edelfeldt, Lennart Sjögren      | Dag Solstad, Wera Sæther                        |
| 1997 | Christer Eriksson, Stig Larsson       | Kjartan Fløgstad, Lars Amund Vaage              |
| 1998 | Klas Östergren, Ulf Eriksson          | Ola Bauer, Karsten Alnæs                        |
| 1999 | Kristina Lugn, Ole Söderström         | Åse-Marie Nesse, Jon Fosse                      |
| 2000 | Louise Ekelund, Per Odensten          | Jan Kjærstad, Einar Økland                      |
| 2001 | Birgitta Lillpers, Magnus Florin      | Svein Jarvoll, Thorvald Steen                   |
| 2002 | Anne-Marie Berglund, Claes Hylinger   | Erling Kittelsen, Hanne Ørstavik                |
| 2003 | Mare Kandre, Anders Palm              | Bjørn Aamodt, Rune Christiansen                 |
| 2004 | Ann Jäderlund, Björn Ranelid          | Trude Marstein, Marit Tusvik                    |
| 2005 | Lars Lönnroth, Steve Sem-Sandberg     | Hans Herbjørnsrud, Tone Hødnebø                 |
| 2006 | Carl Fehrman, Carola Hansson          | Hanne Bramness, Karin Gundersen                 |
| 2007 | Lars Furuland, Elisabeth Rynell       | Arvid Torgeir Lie, Jan Jakob Tønseth            |
| 2008 | Johan Cullberg, Niklas Rådström       | Merethe Lindstrøm, Ragnar Hovland               |
| 2009 | Ellen Mattson, Ingela Strandberg      | Thure Erik Lund, Gunnhild Øyehaug               |
| 2010 | Martin Kylhammar, Bruno K. Öijer      | Arild Stubhaug, Øyvind Rimbereid                |
| 2011 | Gunnar Harding, Daniel Hjorth         | Knut Ødegård, Beate Grimsrud                    |
| 2012 | Helena Eriksson, Magnus Dahlström     | Ellen Einan, Roy Jacobsen                       |
| 2013 | Sara Stridsberg, Lars Jakobson        | Karin Moe, Torgeir Rebolledo Pedersen           |
| 2014 | Carl-Johan Malmberg, Björn Meidal     | Britt Karin Larsen, Torild Wardenaer            |
| 2015 | Peter Cornell, Ylva Eggehorn          | Kjersti Annesdatter Skomsvold, Ole Robert Sunde |
| 2016 | Kristina Sandberg, Mirja Unge         | Inghill Johansen, Per Petterson                 |
| 2017 | Theodor Kallifatides, Ulf Lundell     | Steinar Opstad, Linn Ullmann                    |
| 2018 | Johannes Anyuru, Ida Börjel           | Vigdis Hjorth, Helge Torvund                    |
| 2019 | Ernst Brunner, Carin Franzén          | Johan Harstad, Olaug Nilssen                    |
| 2020 | Lars Andersson, Peter Handberg        | Carl Frode Tiller, Nils Christian Moe-Repstad   |
| 2021 | Arne Johnsson, Staffan Söderblom      | Kjartan Hatløy, Mona Høvring                    |
| 2022 | Per Odensten, Anna-Karin Palm         | Victoria Kielland, Lars Mytting                 |
| 2023 | Krister Gustavsson, Kerstin Norborg   | Brit Bildøen, Gunnar Wærness                    |
| 2024 | Jörgen Lind, Tony Samuelsson          | Ingvild H. Rishøi, Laila Stien                  |
| 2025 | Pär Hansson, Johan Jönson             | Arne Lygre, Ingrid Storholmen                   |